# 웹 텔레비전
웹 텔레비전(web television)은 인터넷을 경유한 방송용으로 제작한 여러 에피소드로 이루어진 오리지널 콘텐츠이다. "웹 텔레비전"이라는 용어는 일반적으로 인터넷 텔레비전을 가리키는데 사용되기도 하지만 인터넷 텔레비전의 경우 온라인 및 전통적인 지상파, 케이블, 위성 방송을 모두 대상으로 제작된 프로그램의 인터넷 경유 전송을 포함한다.
웹 텔레비전의 콘텐츠에는 수백가지의 것들 가운데  Red vs. Blue (2003–현재), Husbands (2011–현재), en:The Lizzie Bennet Diaries (2012–2013), en:Video Game High School (2012–2014), Carmilla (2014–2016), Teenagers (2014–현재) 등의 웹 시리즈를 포함한다. Dr. Horrible's Sing-Along Blog (2008) 등의 오리지널 미니시리즈, Homestar Runner 등의 단편 애니메이션, 전통적인 텔레비전 방송을 보충하는 독점적인 비디오 콘텐츠도 포함된다.
현재의 주요 웹 텔레비전 배급자들은 아마존, Blip.tv, 크래클, 훌루, 넷플릭스, 뉴그라운즈, Roku, 유튜브가 있다. 웹 텔레비전 제작 회사는 예를 들면 다음과 같다: Generate LA-NY, Next New Networks, Revision3, Vuguru.

## 기술
- Dirac
- HTTP
- RSS
- RSS 인클로저
- RTSP
- SMIL
- WTVML
- RTMP

## 같이 보기
- 콘텐츠 전송 네트워크
- 쌍방향 텔레비전
- 인터넷 텔레비전
- IPTV
- 스마트 TV
- Web-to-TV